# Edmund Weiss
Pour les articles homonymes, voir Weiss.
Edmund Weiss (né le 26 août 1837 à Freiwaldau, en Silésie autrichienne, et mort le 21 juin 1917 à Vienne), est un astronome autrichien.

## Biographie
En 1869, il devient professeur à l'université de Vienne. Il est nommé directeur de l'observatoire de Vienne en 1878.
Il a publié de nombreuses observations et éphémérides sur les comètes, dans le Astronomische Nachrichten, entre 1859 et 1909. En 1892 il publie Atlas der Sternwelt, un atlas astronomique en allemand.
Le cratère lunaire Weiss a été baptisé en son honneur.
Deux astéroïdes ont été baptisés en hommage, l'un à sa fille, (583) Klotilde et l'autre à sa femme, (266) Aline.

## Source
- (en) Cet article est partiellement ou en totalité issu de l’article de Wikipédia en anglais intitulé « Edmund Weiss » (voir la liste des auteurs).